# Auchenipterus menezesi
Auchenipterus menezesi är en fiskart som beskrevs av Carl J. Ferraris, Jr. och Vari, 1999. Auchenipterus menezesi ingår i släktet Auchenipterus och familjen Auchenipteridae. Inga underarter finns listade.